# امیرالار
امیرالار (ترکی آذربایجانی: Amirallar) یک منطقهٔ مسکونی در جمهوری آرتساخ است که در استان شاهومیان واقع شده‌است.